# Nový Jičín
Nový Jičín (németül Neutitschein) város Csehországban Morvaország tartományban. Az egykori járási székhely, Olmütz és Ostrava között helyezkedik el. A városnak közelítőleg 27 000 lakosa van. Elsősorban szabályos négyzet alaprajzú főteréről ismert, ahol több jelentős műemlék van, köztük az öreg posta (Stará pošta) reneszánsz épülete, a Zserotin kastély (Žerotínský zámek) és itt székel a Nový Jičín-i múzeum (Muzeum Novojičínska).

## A város története

### A város címere
A város címerében vörös mezőben egy kéz látható, mely a felhők közül emelkedik ki. A kéz egy félig elgörbített íjat tart, mely a kravaři urak jele.

### A város nevének eredete
A város nevének eredetéről több monda ismert. Az egyik szerint a várost a Starý Jičín-i vár urának Jitka nevű lányáról nevezték el, aki azért, hogy megmentsen egy kisfiút, harcba szállt egy medvével. A medve azonban megsebezte Jitkát, de egy környékbeli pásztor(aki később a férje lett) megmetette őt. Azon a helyen, ahol Jitka megmenekült egy kápolnát emeltetett, később a férje itt egy vadászkastélyt építtetett, amelyet feleségének ajánlott, a környékbeliek ezért csak Jitčin-nek nevezték (annyit jelent, hogy Jitkáé). Később ez az alak egyszerűsödött Jičínre. A történészek szerint sokkal inkább a szláv dik, divoký kanec (vad, vadkan) szavakból származik, ahogyan Dičín is. Ezt az elméletet támasztja alá a közeli Svinec domb is (svinec=malac).

### A város története
A város legkorábbi említése 1313-ból származik, amikor Luxemburg János király a városnak vámszedési jogot adott. Ezért Nový Jičín városa a keletkezését erre az időpontra teszi. A város alapítólevele nem maradt fenn. A város elődje a Starý Jičín vára alatt elterülő község volt. A városon több kereskedelmi útvonal halad keresztül. Kedvező földrajzi helyzete, elősegítette a fejlődését. A városnak már a keletkezésekor négyzet alaprajza volt. Ez az alaprajz megmaradt mai napig. Az eredeti szabályos alaknak megfelelően épült a várost védő erőd. Az eredeti erőd védcölöpökből és agyagból épült. Az erődöt a 14. században kőből építették át. Ekkoriban már létezett egy belső uradalmi székhely és kastély. A város északkelet felől délnyugati irányban terül el a fulneki és oláhmezericsi út mentén. A városba két kapun át lehetett bejutni. Erre mindkét oldalról csatlakozott az előváros, de az előváros fejlődése későbbi korhoz köthető.
A XIV. században a várost Kravař-i Vok nemes szerezte meg, aki a Benešovic arisztokrata család egyik oldalági képviselője. Ez a család Morvaországban és Dél-Sziléziában Opava környékén kiterjedt birtokokkal rendelkezett. A Kravaři urak idejében épült ki a Žerotína kastély reneszánsz formája és a városfalak is. A XVI. század első felében a Žerotína család (magyar helyesírás szerint: Zserotin család) kezébe került a város. Ők az eredeti gótikus kastélyt reneszánsz uradalmi kastéllyá építették át 1500-1558 között. Ők építették a mai városházát, amelyet csak később ajándékoztak a városnak. 1503-ban a várost súlyos tűzvész rázta meg, melyben a legtöbb faház elégett. A Žerotína család jóvoltából a főtéren ezután kőből épített házak készültek. Nový Jičín a XVI. században igen intenzíven fejlődött. Ekkor alakult a legtöbb céh. A városban főleg sörfőző és szabó céhek működtek. A mintegy 200 céh csaknem harmada szabó céh volt. Iglau után Nový Jičín volt a szabóság második legnagyobb központja Morvaországban. 1558-ra a város olyannyira meggazdagodott, hogy megvásárolta a Žerotína családtól az egész Nový Jičín-i uradalmat és így szabaddá vált. Hamarosan kamaraváros lesz, vagyis közvetlenül a királyi korona alá rendelik. 1620-ban rövid időre a cseh rendek Ausztriától való elszakadási kísérlete alatt Pfalzi Frigyes cseh ellenkirály a városnak királyi városi rangot adott. A XVII. század a városnak politikai és felekezeti zavargásokat hozott. A harmincéves háború elején a cseh rendek felkelése miatt Csehország sokat szenvedett, de később sem hagytak alá a hadi események az országban. 1621-ben a város mellett verték meg a spanyolokat, akik elesett katonáikat a városban még ma is álló spanyol kápolnába temették el. A várost 1621-ben a hadi események következményeképp tűzvész is érte. 1623-ban pestis tört itt ki. 1624-ben a császár a várost megfosztotta kiváltságaitól és az alamóci jezsuitáknak adta, elsősorban protestáns és birodalom ellenes magatartása miatt. 1773-ig a jezsuiták feloszlatásáig a város az ő tulajdonukban volt. 1626-ban a város rövid időre ismét protestáns kézbe került, ami alatt a helyi katolikusokat üldözték. 1634-ben a várost a svédek foglalták el és kifosztották. 1635-ben a jezsuita uradalmat katolikus hitre térítették. A harmincéves háború végével ismét békés korszak következik be a település életében és virágzik a kereskedelem és az ipar. 1768-ban ismét egy kiterjedt tűzvész éri a várost, amelynek áldozatául esnek a belváros barokk házai. Ezeket klasszicista stílusban építik újjá. Miután 1773-ban feloszlatták a jezsuita rendet, 1775-ben Mária Terézia Nový Jičínt szabad törvényhatósági jogú várossá tette. A város jelentősége az új közigazgatás felállításával 1850-ben ismét megnövekedett. Nový Jičín járási székhely lett. A 19. század negyvenes éveiben a város lakosai visszautasították a vasút megépítését. Bár késéssel, de végül megépült a vasút. A város kérésére állami pénzen egy cigarettagyár épült a városban. 1879-ben Rotter Josef kocsigyárat alapított, amellyel a mai Autopal üzem alapjait rakta le. A város eredeti német arculatát az első világháború után is megőrizte. A város Heinlein-féle csehszlovák német párt bástyája lett, amely az ország legerősebb pártja volt. A városra legnagyobb hatással dr. Schollich polgármester volt ebben az időben. Csehszlovákia szétesése után 1938-tól 1945-ig a város Németország része lett. A városba 1945. május 6-án vonultak be az oroszok, ami után hamarosan megkezdődtek a tisztogatások, majd a németek kitelepítése. A város benépesítésére Csehszlovákia egyéb részeiről és a lengyel-ukrán Volhíniából érkeztek telepesek a régi német lakosok helyére. A szocializmus évei alatt két nagyobb lakótelep épült a városban. 1967-ben Nový Jičín belvárosát védetté nyilvánították.
1981-től testvérvárosi kapcsolatokat ápol Görlitz (csehül  Zhořelec) városával.

## Városrészek
- Nový Jičín
- Bludovice
- Kojetín
- Libhošť
- Loučka
- Straník
- Žilina

## Népesség
A település népessége az elmúlt években az alábbi módon változott:
| Lakosok száma | 8645 | 12 003 | 17 643 | 16 547 | 31 506 | 23 202 | 23 571 | 23 496 | 22 656 | 22 993 |
|               | 1869 | 1900   | 1921   | 1961   | 1980   | 2011   | 2016   | 2019   | 2021   | 2024   |

## Személyiségek

### A város polgármesterei
- 1856–1867 Adolf Kamprath
- 1873–1879 Heinrich Preisenhammer
- 1879–1899 Hugo Fuchs
- 1899–1900 Heinrich Preisenhammer
- 1908–1912 Jacques Ulrich
- Ernst Schollich
- 2002 óta Ivan Týle

### A város szülöttei
- Johann Gregor Mendel (1822 – 1884) morvaországi természettudós, a genetika atyja
- Dominik Bilimek (1813 – 1887), tiszteletes, zoológus és botanikus
- Karl von Schwarz (1817 – 1898)
- Julius Victor Berger (1850 – 1902),
- Anton Kolig (1886 – 1950),
- Emil Winkler (* 1891),
- Wilhelm Preisenhammer (1905 – 1980),
- Fred Liewehr (1909 – 1993),
- Günther Peschel (1921 – 1995),
- Harun Farocki (* 1944),

### A városban éltek és alkottak
- Ernst Gideon von Laudon (1716 – 1790),
- Michal Altrichter,
- Marie Bayerová,
- Eduard Hölzel,
- Karel Leopold Klaudy,

## Testvérvárosok
Świętochłowice

## Külső hivatkozások
- A város hivatalos honlapja Archiválva 2020. május 31-i dátummal a Wayback Machine-ben
- Nový Jičín-i Múzeum a Zserotin kastélyban
- Városi kulturális központ Archiválva 2021. május 7-i dátummal a Wayback Machine-ben
- Beskydské színház Archiválva 2007. január 3-i dátummal a Wayback Machine-ben

## Fordítás
- Ez a szócikk részben vagy egészben  a   Nový Jičín című cseh Wikipédia-szócikk ezen változatának fordításán alapul.  Az eredeti cikk szerkesztőit annak laptörténete sorolja fel. Ez a jelzés csupán a megfogalmazás eredetét és a szerzői jogokat jelzi, nem szolgál a cikkben szereplő információk forrásmegjelöléseként.